# 伊登普雷里
伊登普雷里（英語：Eden Prairie）是美國明尼蘇達州亨內平縣的一座城市，與布盧明頓、伊代納、明尼湯卡以及卡弗縣的钱哈森等城市比鄰。伊登普雷里位於明尼蘇達河的北岸，是明尼亞波利斯西南邊的郊區。

## 外部連結
- 官方网站
- Eden Prairie Chamber of Commerce （页面存档备份，存于）